# Šídlatka ostnovýtrusá
Šídlatka ostnovýtrusá (Isoëtes echinospora) je druh z rodu šídlatek, tedy zvláštních plavuňovitých rostlin. Vyskytuje se v severní a střední Evropě, ale i v Severní Americe. V ČR je výskyt omezen na Plešné jezero (Šumava).

## Stanoviště
Jezera s písčitým dnem nebo s vrstvou bahna. Studium substrátu rhizosféry ukázalo, že roste v organickém substrátu, splavovaném z ostřicových porostů (Caricetum rostratae) a lesů. Rostliny se nacházejí v hloubce 0,5–1 m a bývají viditelné z břehu. Rostou většinou jednotlivě. V minulých letech byly na Šumavě zjištěny i souvislé porosty.

## Popis
Je to vytrvalá vodní rostlina. Spolu s šídlatkou jezerní (Isöetes lacustris) patří k makrofytům květeny České republiky. 

Rostlina má trsnatý vzhled, který je podmíněný spirálovitě uspořádanými listy na zdřevnatělém stonku. Kořeny vyrůstají ze zářezu na spodní straně stonku. Jsou bez vlášení, často vidličnatě větvené (dichotomicky).

Stonek je hlízovitě zkrácený a druhotně tloustne (do 1,5 cm).

Listy jsou světle zelené a ve vodě odstálé. Šídlovité, půlkruhovité, do špičky vytažené, měkké a dobře ohebné. Na bázi jsou přisedlé a mohou být opatřeny pajazýčkem, který má sací funkci při jímání vody, o čemž svědčí napojení cévních svazků. 

Výtrusnice jsou ponořené do báze listu z vnitřní strany. Vnější listy nesou megasporangia. Sporangia jsou uvnitř s přepážkami a na povrchu kryté ostěrou (indusium, velum). 

Megaspory jsou asi 0,5 mm velké, poseté lámavými ostny. Megaspory dozrávají v IX.–X. měsíci.

## Podobnost
Značná podobnost se šídlatkou jezerní. Odlišujeme je podle výběžků na megaspoře a tvaru listů.

## Ochrana
Patří na seznam kriticky ohrožených druhů rostlin ČR. Chráněna i v Polsku.